# Струговщиковы
Струговщиковы — дворянский род и купеческий род.

## История родов
Основателем купеческого рода Струговщиковых был сын природного тяглеца московской Мещанской слободы Матвея Семёнова, Пётр Матвеевич Струговщиков (1686—1757) — московский 1-й гильдии купец. Дело продолжали сыновья. Его старший сын Борис (17.07.1716—30.12.1777) продавал в своих лавках сковороды. Второй сын, Пётр Петрович (28.09.1724—09.05.1769), в 1759 году, с освобождением от служб и постоев и разрешением купить «с землями и без земель 300 душ», завёл суконную мануфактуру, на которой работало 300 крепостных; имел также торг в железном и колокольном рядах (1764). Третий сын, Иван Петрович (1727—14.03.1792), купил пуговичную фабрику в 1760 году — у симбирского купца Ивана Борисовича Твердышева и купца Василия Ивановича Нахалова.
Первый шаг на пути к дворянству был сделан Борисом Петровичем, который указом 1763 года за беспорочную службу ратсгера Главного магистрата был пожалован «вечным чином титулярного советника» и выключен из подушного оклада. Его племянники Ассон, Евгений, Андрей Петровичи, а также Александр и Иван Ивановичи вступили в военную службу.  
Род Струговщиковых был внесён во II-ю и III-ю части дворянских родословных книг различных губерний.
Определениями Правительствующего Сената от 13 сентября 1845 года и 2 октября 1847 года утверждены постановления Новгородского дворянского депутатского собрания от 30 ноября и 22 декабря 1844 и 3 декабря 1846 года, о внесении в третью часть дворянской родословной книги коллежского советника Александра Николаевича Струговщикова, по личным заслугам, с женой его Анной Алексеевной и детьми их: Николаем, Михаилом, Александром, Натальей, Зинаидой и Марией.

## Описание герба
В золотом щите лазоревая перевязь влево, на ней три золотые шестиконечные звезды. В чёрной главе щита золотой корабль, украшенный золотым коронованным грифом на носу, с пятью червлёными вёслами.
Над щитом дворянский шлем с короной. Нашлемник: чёрная взлетающая сова с золотыми глазами и поднятыми крыльями. Намёт: справа — лазоревый с золотом, слева — чёрный с золотом. Герб Струговщикова внесён в Часть 13 Общего гербовника дворянских родов Всероссийской империи, стр. 99.

## Известные представители
- Пётр Матвеевич Струговщиков (1686—1757)
  - Борис Петрович (1716—1777)
    - Степан Борисович (1738—1804) — директор народных училищ Санкт-Петербургской губернии. Его род был внесён в III-ю часть дворянской родословной книги Санкт-Петербургской губернии.
      - Александр Степанович (1778—?) — писатель и переводчик.
      - Николай Степанович (1786—?)
        - Александр Николаевич (1808—1878) — поэт и переводчик.
          - Михаил Александрович (1844—1911) — ученый, лингвист-переводчик.

    - (?) Мавра Борисовна (1773—1805), замужем за С. С. Яковлевым

  - Пётр Петрович (1724—1769)
    - Ассон (Ясон) Петрович (1756—1793) — секунд-майор (1791), московский купец 1-й гильдии .